# 市立札幌清田高等学校
市立札幌清田高等学校（しりつさっぽろきよたこうとうがっこう、英: Sapporo Kiyota High School）は、北海道札幌市清田区にある公立（市立）の高等学校。
同校が創立された1974年には清田区はまだ存在せず、立地の名称は「豊平区北野」だった。この地区の学校がいずれも校名に地名を冠していたにもかかわらず「北野高校」とはならなかったことに疑問を抱く者も多くおり、その理由に関する憶測がいくつか流れた。なかでも「難関校として有名な大阪府立北野高等学校と比べられないようにしたから」説は広く知られていた。実際の理由は、地元で切望されていた公立高校だけに、地域の中心である「清田」の名前が立地にかかわらず望まれたためである。

## 沿革
- 1974年6月3日 - 高等学校志願者の急増に対し、市長が石狩南区に市立高等学校の新設を表明する。
- 1974年11月15日 - 札幌市教育委員会において、北海道札幌清田高等学校（仮称）と命名される。
- 1974年12月16日 - 札幌市議会において、北海道札幌清田高等学校を札幌市豊平区北野に設置することを決議する。
- 1975年1月13日 - 北海道教育委員会告示第5号により、全日制普通科4学級定員180名として設置が認可される。
- 1975年4月1日 - 北海道札幌清田高等学校として正式に開校する。札幌市立中央中学校旧一条校舎（中央区南2条東6丁目、現在の札幌市民ギャラリーの敷地内）を仮校舎として使用。
- 1975年4月8日 - 開校式並びに第1回入学式を挙行する。
- 1976年12月10日 - 現在地に校舎完成、移転。
- 1985年10月9日 - 10周年記念式典を挙行する。
- 1995年9月14日 - 20周年記念式典を挙行する。
- 2005年9月30日 - 30周年記念式典を挙行する。
- 2007年10月7日 - 清田高校同窓会清陵会30周年記念式典を挙行する（京王プラザホテル札幌）。
- 2010年1月4日 - 第53回日本学生科学賞 科学技術政策担当大臣賞 北海道札幌清田高等学校理科部
- 2014年12月3日 - 第1回40周年記念事業講演会を実施する。
- 2018年4月1日 -  市立札幌清田高等学校に改称する。

## 教育課程
- 全日制課程
  - 普通科
    - 普通コース
    - グローバルコース

## 主な行事
- 7月上旬：清田祭 - 清田高校最大の行事。
- 8月下旬・3月上旬：清田CUP - 清田高校伝統の球技大会。主にバレーボール、バスケットボール、サッカー、卓球、ソフトボールなどが行われている。春季清田CUPでは球技大会にもかかわらず種目としてかるたも追加される。

## 部活動

### 運動部
- 硬式野球部
- ラグビーフットボール部
- 男子バスケットボール部
- 女子バスケットボール部
- 男子バレーボール部
- 女子バレーボール部
- 男子テニス部
- 女子テニス部
- サッカー部
- ソフトテニス部
- 陸上競技部
- 卓球部
- 男子バドミントン部
- 女子バドミントン部
- 弓道部

### 文化部
- 合唱部
- 美術部
- 茶道部
- 華道部
- 理科部
- デジタル写真部
- 書道部
- 漫画イラスト部

### 外局
- 放送局
- 図書局
- 吹奏楽局
- ボランティア局

### 同好会
- 調理同好会
- 英語同好会

## 著名な出身者
出身者に漫画家が多いことで知られる。
- あべさより（漫画家）
- 大清水さち（漫画家）
- コーヘー（漫画家）
- 島本和彦（漫画家）
- 西大伍（プロサッカー選手・いわてグルージャ盛岡所属）
- 野島一成（ゲームクリエイター）
- 原真祐美（歌手、女優）
- ひろし（しろっぷ、お笑い芸人）
- 増澤ノゾム（俳優）
- 長沼英樹（作曲家）
- 白雪さち花（宝塚歌劇団月組娘役）
- チバニャン（トラックメイカー）
- 岩本剛人（防衛大臣政務官）
- 安高拓郎（wilberry・ミュージシャン）
- きばるん（YouTuber）